# Famiglia Ovitz

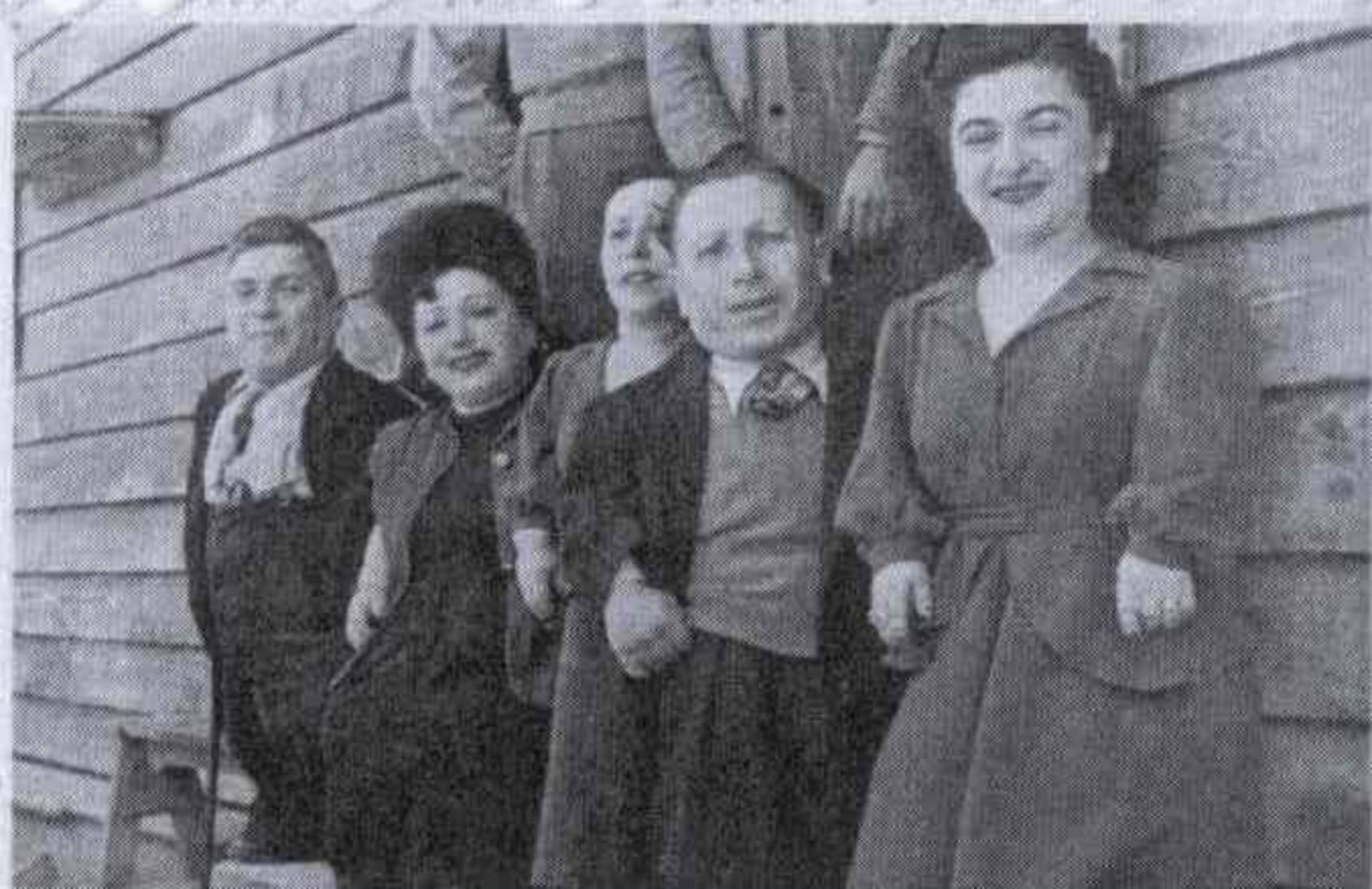
Alcuni componenti della famiglia Ovitz

Gli Ovitz (in alfabeto ebraico: אוביץ) o, secondo l'ortografia ungherese, Ovics (pron.: /'ovitʃ/), passati alla storia come i "nani di Auschwitz", erano una famiglia rumena di etnia ungherese e di origini ebree composta da dieci fratelli, sette dei quali affetti da nanismo, in gran parte (con un'unica eccezione) deportati assieme ad altri componenti della famiglia nel campo di concentramento di Auschwitz e sopravvissuti alla detenzione e ai folli esperimenti del medico nazista Joseph Mengele. Detengono due primati: quello del nucleo familiare con il maggior numero di componenti affetti da nanismo di cui si abbia conoscenza e quello del più ampio nucleo familiare internato e sopravvissuto ad Auschwitz.
Alle vicende degli Ovitz sono stati dedicati libri e documentari.

## Storia

### Le origini
La famiglia Ovics/Ovitz era originaria di Rozavlea, nel distretto di Maramureș in Transilvania (Romania).
I dieci fratelli Ovitz erano figli di Eizik Shimzon Ovitz (in ungherese: Izsák Simson Ovics), che era nato nel 1868 da genitori ebrei ortodossi di statura normale. L'uomo era affetto da pseudoacondroplasia, (in età scolare aveva un'altezza di 92 cm), malattia che poi avrebbero ereditata anche alcuni dei figli
Dopo aver lavorato come cerimoniere nei matrimoni, Eizik Shimzon Ovitz esercitò come rabbino itinerante e musicista.
Eizik Shimzon Ovitz si sposò due volte, la prima volta con Brana Fruchter, la seconda con Batia Bertha Husz. Dai due matrimoni, ebbe in tutto dieci figli, otto dei quali avuti dalla seconda moglie.
Dal matrimonio con Brana Fruchter erano nati:
Rozika (1886-1984, affetta da nanismo);
Franzika (1889-1980, affetta da nanismo).
Mentre dal matrimonio con Batia Bertha Husz erano nati:
Avram (1903-1972, affetto da nanismo);
Freida (1905-1975, affetta da nanismo);
Sarah (1907-1993, non affetta da nanismo);
Micki (1909-1972, affetto da nanismo);
Leah (1911-1987, non affetta da nanismo);
Elizabeth (1914-1992, affetta da nanismo);
Arie (1917-1944, non affetto da nanismo);
Piroska detta "Perla" (1921-2001, affetta da nanismo).
Il capofamiglia morì nel 1928, quando la figlia più piccola, Perla, aveva appena 7 anni.

### La Lilliput Troupe
A partire dagli anni trenta, dopo la prematura morte del padre, i fratelli Ovitz fondarono una compagnia ambulante di canto e ballo, la Lilliput Troupe, ed iniziarono a girare l'Europa esibendosi come artisti ambulanti tra Romania, Ungheria e Cecoslovacchia..
Con la Lilliput Troupe si esibivano in pubblico soltanto i sette membri della famiglia affetti da nanismo, mentre i componenti della famiglia non affetti da nanismo si occupavano dell'allestimento degli spettacoli. Nel corso dei loro spettacoli, gli Ovitz cantavano in yiddish, ungherese, romeno, tedesco e russo, accompagnandosi con piccole chitarre, violini e fisarmoniche.
Inizialmente, gli Ovitz riuscirono a sfuggire alle persecuzioni contro gli ebrei, in quanto le loro origini non figuravano nei loro documenti. I dieci fratelli Ovitz furono però catturati assieme a un paio di altri componenti della famiglia (tra cui il piccolo Shimson Ovitz, di appena un anno e mezzo) dai nazisti in Ungheria e spediti nel campo di concentramento di Auschwitz; nello stesso giorno, furono catturati assieme agli Ovitz altri 65 abitanti del villaggio di Rozavlea di origine ebraica.
Uno dei fratelli Ovitz, Arie Ovitz, che aveva 27 anni, era riuscito a sfuggire alla cattura, ma venne successivamente rintracciato e ucciso.

### Ad Auschwitz
Gli Ovitz giunsero ad Auschwitz venerdì 19 maggio 1944.
Si racconta che, una volta scesi dal treno, fossero stati notati immediatamente da un ufficiale che andò subito a svegliare il Dottor Joseph Mengele. Quando li vide, Mengele esclamò: "Ora ho lavoro per vent'anni".
Mengele riservò agli Ovitz una locazione particolare da cui poteva osservarli e gli Ovitz fu concesso di non lavorare e di indossare gli abiti civili, anziché le divise a strisce, e non vennero rasati loro i capelli, come accadeva per gli altri prigionieri. Inoltre, fu concesso ad altri undici prigionieri, che si erano fatti passare per parenti degli Ovitz, di poter condividere lo stesso spazio abitativo.
Ad Auschwitz, i sette Ovitz affetti da nanismo furono però anche sottoposti agli esperimenti del Dottor Mengele. Mengele prelevava loro sangue dal midollo e iniettava loro delle sostanze: tali esperimenti inducevano gli Ovitz al vomito o li portavano allo svenimento..
Agli esperimenti di Mengele non sfuggirono però neanche i componenti della famiglia Ovitz non affetti da nanismo: pare anzi che le torture peggiori fossero riservate proprio ad uno di questi, vale a dire il più piccolo dei componenti degli Ovitz, Shimson.
Mengele soleva inoltre far "sfilare" gli Ovitz nudi davanti agli ufficiali nazisti. Accadde anche un giorno in cui il medico aveva fatto uccidere altri due prigionieri affetti da nanismo, le cui ossa furono poi bollite.
Gli Ovitz lasciarono il lager dopo la liberazione ad opera dell'esercito sovietico avvenuta il 27 gennaio 1945.

### Dopo Auschwitz
Dopo la liberazione, gli Ovitz tornarono in Transilvania, ma una volta tornati, trovarono la loro casa completamente distrutta.
In seguito, nel 1949 emigrano a Haifa, nel nuovo stato di Israele. In Israele, gli Ovitz continuarono ad esibirsi in spettacoli itineranti fino al 1955.
Dei dieci fratelli Ovitz, la componente che visse più a lungo fu Francisca, che raggiunse l'età di 98 anni, mentre l'ultima a sopravvivere fu Perla, che morì nel 2001 all'età di 80 anni.
La storia degli Ovitz venne rivelata nel 1987 grazie al libro scritto da Elizabeth Moskovics.
Gran parte della memoria legata agli Ovitz si deve poi ai successivi racconti di Perla Ovitz. La sua frase emblematica era: "Mi sono salvata per grazia del diavolo".

## La famiglia Ovitz nella cultura di massa
- Alla famiglia Ovitz è dedicato il documentario Liebe Perla, diretto nel 1999 da Shahar Rozen[3][12][13]
- Alla famiglia Ovitz è dedicato il libro In Our Hearts We Were Giants: The Remarkable Story of the Lilliput Troupe: A Dwarf Family's Survival of the Holocaust, scritto nel 2005 da Yehuda Koren ed Eilat Negev[3]
- Alla famiglia Ovitz è dedicato il documentario del 2013 The Seven Dwarfs of Auschwitz, presentato dall'attore Warwick Davis[6][14]
- Alla famiglia Ovitz è dedicato il libro Giants: The Dwarfs of Auschwitz, pubblicato nel 2013[6]
- Le vicende degli Ovitz sono state messa in scena nell'opera teatrale ungherese Mengele törpéi[2]
- La figura di una delle sorelle Ovitz ha ispirato il personaggio di Sylvia nel film del 2010, diretto da Avi Nesher, Once I Was[3]